# Thorsten Johansson
Thorsten Johansson (* 9. Oktober 1950 in Bärbo; † 18. Januar 2021 in Sölvesborg) war ein schwedischer Sprinter.

## Karriere
Thorsten Johansson wurde 16 Mal Schwedischer Meister und   gewann bei der Sommer-Universiade 1975 in Rom die Bronzemedaille über 200 Meter. Bei den Olympischen Sommerspielen 1976 in Montreal schied er im 200-Meter-Lauf im Viertelfinale aus.